# İkizce (Ordu)
İkizce ist eine Stadtgemeinde (Belediye) im gleichnamigen Ilçe (Landkreis) der Provinz Ordu am Schwarzen Meer und gleichzeitig eine Gemeinde der 2013 geschaffenen Büyüksehir belediyesi Ordu (Großstadtgemeinde/Metropolprovinz) in der Türkei. Seit der Gebietsreform 2013 ist die Gemeinde flächen- und einwohnermäßig identisch mit dem Landkreis. İkizce liegt ca. 70 km westlich der „alten“ Provinzhauptstadt Ordu (Altınordu) und grenzt im Westen an die Provinz  Samsun.
Die im Stadtlogo manifestierte Jahreszahl (1972) dürfte ein Hinweis auf das Jahr der Erhebung zu Stadtgemeinde (Belediye) sein.
Ebenso wie der Nachbarkreis Çaybaşı wurde der Kreis İkizce Mitte 1990 vom Kreis Ünye abgespalten. Bis zu seiner Autonomie war İkizce ein Bucak dort und bestand aus 16 Dörfern sowie zwei Belediye, dem Verwaltungssitz İkizce und Yoğunoluk.
(Bis) Ende 2012 bestand der Landkreis neben der Kreisstadt aus fünf Stadtgemeinden (Belediye) Devecik, İkizce, Kaynartaş, Şenbolluk und Yoğunoluk sowie sieben Dörfern (Köy), die während der Verwaltungsreform 2013 in Mahalle (Stadtviertel, Ortsteile) überführt wurden, die 14 bestehenden Mahalle der Kreisstadt blieben erhalten. Den Mahalle steht ein Muhtar als oberster Beamter vor.
Ende 2020 lebten durchschnittlich 441 Menschen in jedem dieser nun 32 Mahalle, 1.299 Einw. im bevölkerungsreichsten (Merkez Mah.).